# Luftangriff auf Belgrad

Propagandameldung der deutschen Wehrmacht über den erfolgten Angriff der Luftwaffe auf Belgrad vom 6. April 1941

Mit den Luftangriffen auf Belgrad (Unternehmen Strafgericht) durch die Wehrmacht begann am 6. und 7. April 1941 der deutsche Balkanfeldzug.

## Hintergründe
Hitler hatte der Luftwaffe am 27. März 1941 in der „Weisung Nr. 25“ befohlen, zu Beginn des Jugoslawien-Feldzuges die Hauptstadt Belgrad „durch fortgesetzte Tag- und Nachtangriffe … zu zerstören“. Die als Unternehmen Strafgericht geplanten Luftangriffe sollten Vergeltung für den jugoslawischen Regierungsputsch sein, der am 27. März in Belgrad eine deutschfeindliche Regierung an die Macht gebracht hatte. Ohne vorherige Kriegserklärung oder Ultimatum griffen am Morgen des 6. April 1941 um 5:15 Uhr die Armeen des nationalsozialistischen Deutschlands und seiner Verbündeten Italien und Ungarn den Staat Jugoslawien an. Obwohl die jugoslawische Regierung schon zwei Tage zuvor, Belgrad zur offenen Stadt erklärt hatte, wurde die Hauptstadt innerhalb zweier Tage zum größten Teil zerstört.

## Verlauf
Am 31. März 1941 hatte der Oberbefehlshaber der Luftflotte 4, Alexander Löhr, den „Befehl für die Luftkriegsführung Jugoslawien“ erlassen. Fliegerverbände in Zwölfaxing, Wiener Neustadt, Wien-Aspern, Graz und Arad erhielten darin den Auftrag, die „Zerstörung Belgrads durch Großangriff“ durchzuführen. Am 6. und 7. April bombardierten 484, nach anderen Angaben 611 Stukas und Bomber in fünf Wellen die Hauptstadt, die keine Flugabwehrgeschütze besaß und zur offenen Stadt erklärt worden war. Die Aktion lief unter dem Codenamen „Unternehmen Strafgericht“. Die erste Welle der Angriffe sollte die Stadt verwüsten und die Bevölkerung treffen. Sie sollte Großbrände verursachen, um für den geplanten folgenden Nachteinsatz die Zielauffindung zu erleichtern. Die zweite Welle sollte dann militärische Anlagen und Verwaltungszentren treffen.
Luftangriffe einiger weniger Bristol-Blenheim-Bomber der jugoslawischen Luftwaffe auf Ziele in Österreich hatten strategisch gesehen nur symbolischen Charakter, so warfen zwei dieser Maschinen am 6. April einige Bomben auf Versorgungseinrichtungen in Graz ab, die ein Todesopfer forderten und geringen Sachschaden anrichteten.

## Folgen

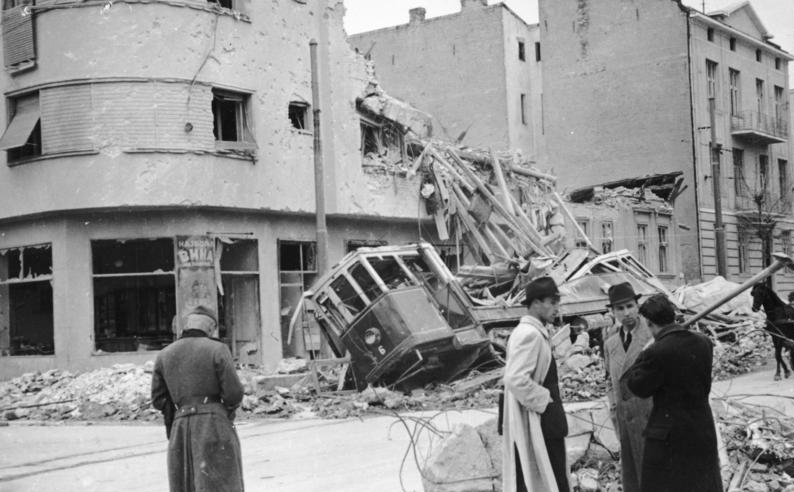
Zerstörungen in Belgrad (1941)

Durch den Abwurf von insgesamt 382 Tonnen Sprengstoff, 448 Brand- und Splitterbomben kamen tausende Menschen ums Leben. Die genaue Anzahl der Opfer ist bis heute umstritten, die Schätzungen gehen weit auseinander und reichen von 1.500 bis 17.000 bzw. sogar 30.000. Nach dem Krieg veröffentlichte offizielle jugoslawische Angaben sprechen von mindestens 2.271 Opfern. Von den etwa 20.000 Häusern Belgrads wurden 9.000 zerstört oder beschädigt. Zerstört wurden weite Teile der historischen Innenstadt von Belgrad, darunter zahlreiche Kirchen wie die 1835 erbaute Markuskirche auf dem Tašmajdan-Plateau, Synagogen in dem jüdischen Viertel Dorćol und das Belgrader Regierungsviertel. Die von Löhr schon bei der Bombardierung Warschaus angewandte Strategie der Zerstörung des administrativen und logistischen Zentrums eines Landes war auch in Jugoslawien erfolgreich. Die jugoslawische Luftwaffe war ausgeschaltet, die Regierung musste aus Belgrad flüchten und war nicht mehr in der Lage, Verbindungen zu ihren militärischen Stäben und Dienststellen aufzunehmen. Am Abend des 12. April übergab der Bürgermeister Belgrads einem deutschen Trupp unter der Führung von Fritz Klingenberg die Stadt.
Der kommandierende General der Luftwaffe (seit 3. Mai 1941 Generaloberst), Alexander Löhr, wurde nach Kriegsende von einem jugoslawischen Gericht zum Tode verurteilt und am 26. Februar 1947 hingerichtet.
Belgrad wurde während des Zweiten Weltkriegs mehrfach auch von alliierten Bomberverbänden angegriffen. Der erste Angriff wurde am 16. und 17. April 1944 (orthodoxes Osterfest) von 600 Bombern der United States Army Air Forces  und der Royal Air Force durchgeführt und forderte etwa 1200 zivile Todesopfer. Der letzte Angriff fand am 3. September 1944 statt.